# Матеус Куња
Матеус Сантос Карнеиро да Куња (порт. Matheus Santos Carneiro da Cunha; Жоао Песоа, 27. мај 1999) професионални је бразилски фудбалер који тренутно игра у енглеској Премијер лиги за Манчестер јунајтед и репрезентацију Бразила на позицији другог нападача или крила.
Куња је играо омладински фудбал у Бразилу за Коритибу. Са 18 година, преселио се у Европу да би се придружио швајцарском клубу Сион. Затим је играо за клубове Бундеслиге РБ Лајпциг и Херту, пре него што се придружио Атлетико Мадриду у августу 2021. У јануару 2023. прешао је у Вулверхемптон, у почетку на позајмицу.
Куња је освојио златну медаљу са репрезентацијом Бразила до 23 године на Летњим олимпијским играма 2020. Дебитовао је за сениорску репрезентацију у септембру 2021.